# Козин, Владимир Николаевич
Владимир Николаевич Козин (1 декабря 1975, Малые Меми — 13 октября 2023, Красногоровка) — российский военнослужащий, сержант 114-й отдельной гвардейской мотострелковой бригады 51-й гвардейской общевойсковой армии Южного военного округа. Герой Российской Федерации (2023, посмертно).

## Биография
Родился 1 декабря 1975 года в селе Малые Меми Татарской АССР. По национальности — чуваш.
Учился в Маломеминской основной общеобразовательной школе, которую в 1993 году окончил. В 1994 году Козин был призван на срочную военную службу в парашютно-десантный полк Воздушно-десантных войск России в город Абакан Республики Хакасия. Служил Козин наводчиком, оператором, механиком-водителем, а также командиром парашютно-десантного отделения.
После того, как был уволен в запас, поступил в Казанский сельскохозяйственный институт имени Горького, который так и не окончил. В начале 2000-х годов проживал в Казани. Позже открыл индивидуальное предприятие, где работал в строительной фирме.
В 2022 году во время частичной мобилизации, Козин принял добровольческое решение отпоавиться на Донбасс, где был зачислен пулемётчиком в 1231-й мотострелковый полк города Казань. Спустя год был переведён в 114-ю отдельную гвардейскую мотострелковую бригаду в Донецк.
Погиб 13 октября 2023 года в районе города Красногоровка. Похоронен 6 марта 2024 года у себя на родине в селе Малые Меми Республики Татарстан. Козину было 47 лет.

## Звания и награды
- Герой Российской Федерации (2023) — Указом Президента Российской Федерации «закрытым» от 30 ноября 2023 года за мужество и героизм, проявленные при исполнении воинского долга, сержанту Козину, Владимиру Николаевичу присвоено звание Героя Российской Федерации (посмертно)[1][4][5][6].
- Орден Мужества[1].

## Память
- Бюст Героя установлен в селе Малые Меми[1][7].
- Имеется мемориальная доска на здании школы, в которой учился[1][8].
- Родная школа, в которой учился Козин, была переименована его именем[1][8].